# Leucanopsis lua
Leucanopsis lua là một loài bướm đêm thuộc phân họ Arctiinae, họ Erebidae.